# Ruetz
Ruetz er en flod i den østrigske delstat Tyrol. Den er ca. 32 km lang og opstår hvor vandløbene Fernaubach og Mutterbergbach løber sammen nedenfor Stubaier Gletscher. Den flyder gennem Stubaital og gennem kommunerne Neustift im Stubaital, Fulpmes, Mieders, Telfes og Schönberg im Stubaital. I Fulpmes udnyttes floden energimæssigt gennem Österreichische Bundesbahnens kraftværk, der forsyner Brennerbanen med strøm.
Ruetz flyder under Østrigs største stenbro Stephansbrücke og munder herefter ud i Sill i nærheden af Europabrücke.
Floden er i dag reguleret, men var tidligere præget af stærk strøm, og særligt i området omkring kommunen Neustift im Stubaital anrettede floden flere gange skader på grund af oversvømmelser.
47°12′49″N 11°23′24″Ø / 47.21358°N 11.39°Ø